# Mikel Garciandía Goñi

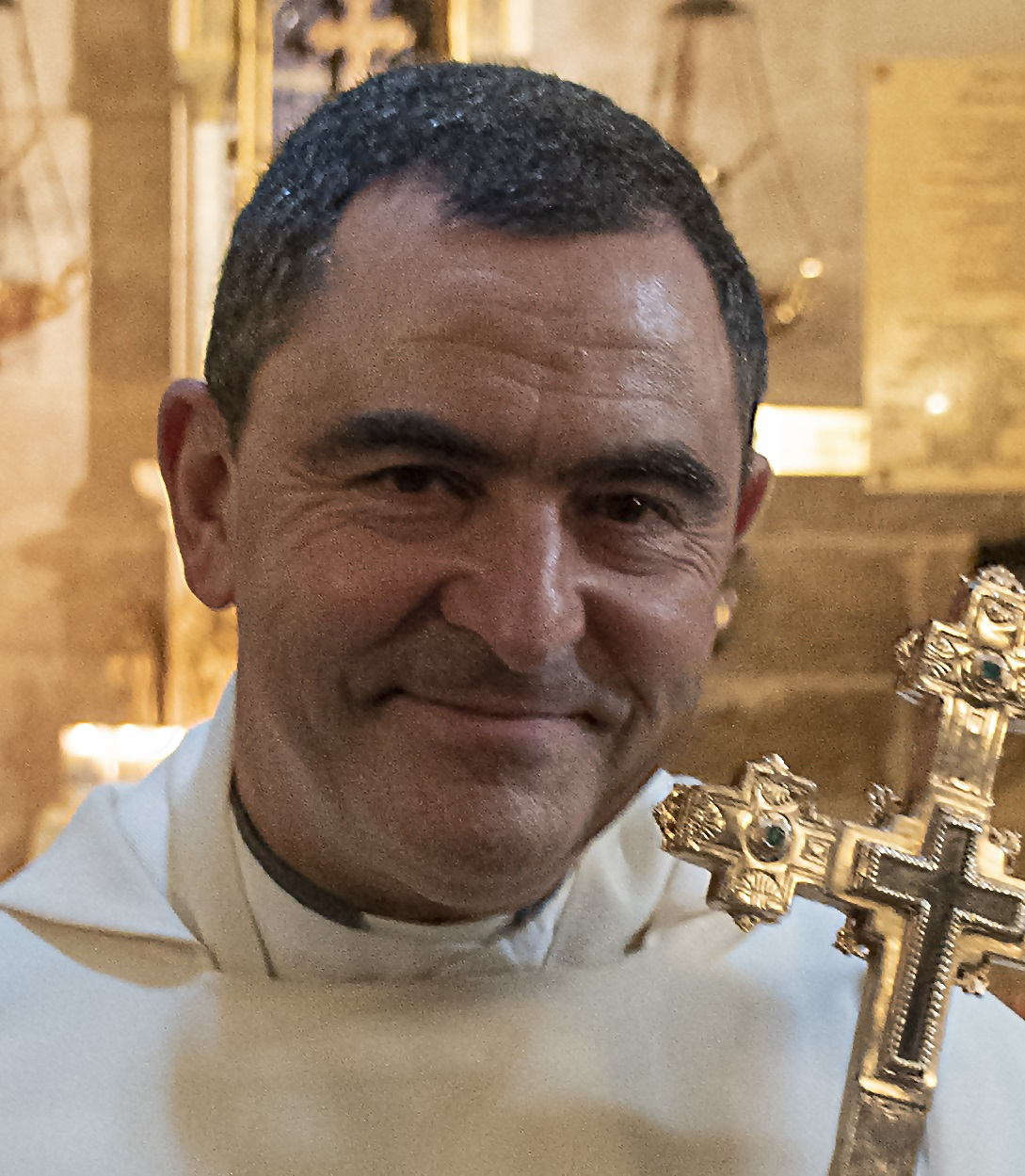
Mikel Garciandía Goñi (2019)

Bischofswappen

Mikel Garciandía Goñi (* 21. März 1964 in Etxarri Aranatz) ist ein spanischer Geistlicher und römisch-katholischer Bischof von Palencia.

## Leben
Mikel Garciandía Goñi absolvierte zunächst eine pädagogische Ausbildung und studierte anschließend Philosophie und Theologie am Priesterseminar von Pamplona. Am 25. Juni 1995 empfing er das Sakrament der Priesterweihe für das Erzbistum Pamplona y Tudela.
Nach weiteren Studien an der Päpstlichen Universität Gregoriana erwarb er das Lizenziat und wurde später in Fundamentaltheologie promoviert. Er war als Ausbilder am Priesterseminar San Miguel Arcángel tätig und lehrte als Professor am Hochschulzentrum für theologische Studien des Seminars sowie am Institut für Religionswissenschaft. Im Erzbistum Pamplona y Tudela war er in der Berufungspastoral tätig und wurde 2015 zum Bischofsvikar für die Berufungen in der Region Mendialde sowie für die Seelsorge in baskischer Sprache ernannt. Er war Mitarbeiter der Kommission für die Seminare und Universitäten der spanischen Bischofskonferenz und ab 2020 zusätzlich Direktor des Hochschulinstituts für Religionswissenschaften.
Papst Franziskus ernannte ihn am 31. Oktober 2023 zum Bischof von Palencia. Der Apostolische Nuntius in Spanien, Erzbischof Bernardito Cleopas Auza, spendete ihm am  20. Januar des folgenden Jahres in der Kathedrale von Palencia die Bischofsweihe. Mitkonsekratoren waren der Erzbischof von Burgos, Mario Iceta, und der emeritierte Erzbischof von Pamplona y Tudela, Francisco Pérez González.